# How Long Has This Been Going On
How Long Has This Been Going On es el vigésimo cuarto álbum de estudio del músico norirlandés Van Morrison, publicado por la compañía discográfica Verve Records en enero de 1996 y realizado junto a Georgie Fame & Friends. El álbum alcanzó el primer puesto en las listas de álbumes de jazz de los Estados Unidos.

## Grabación

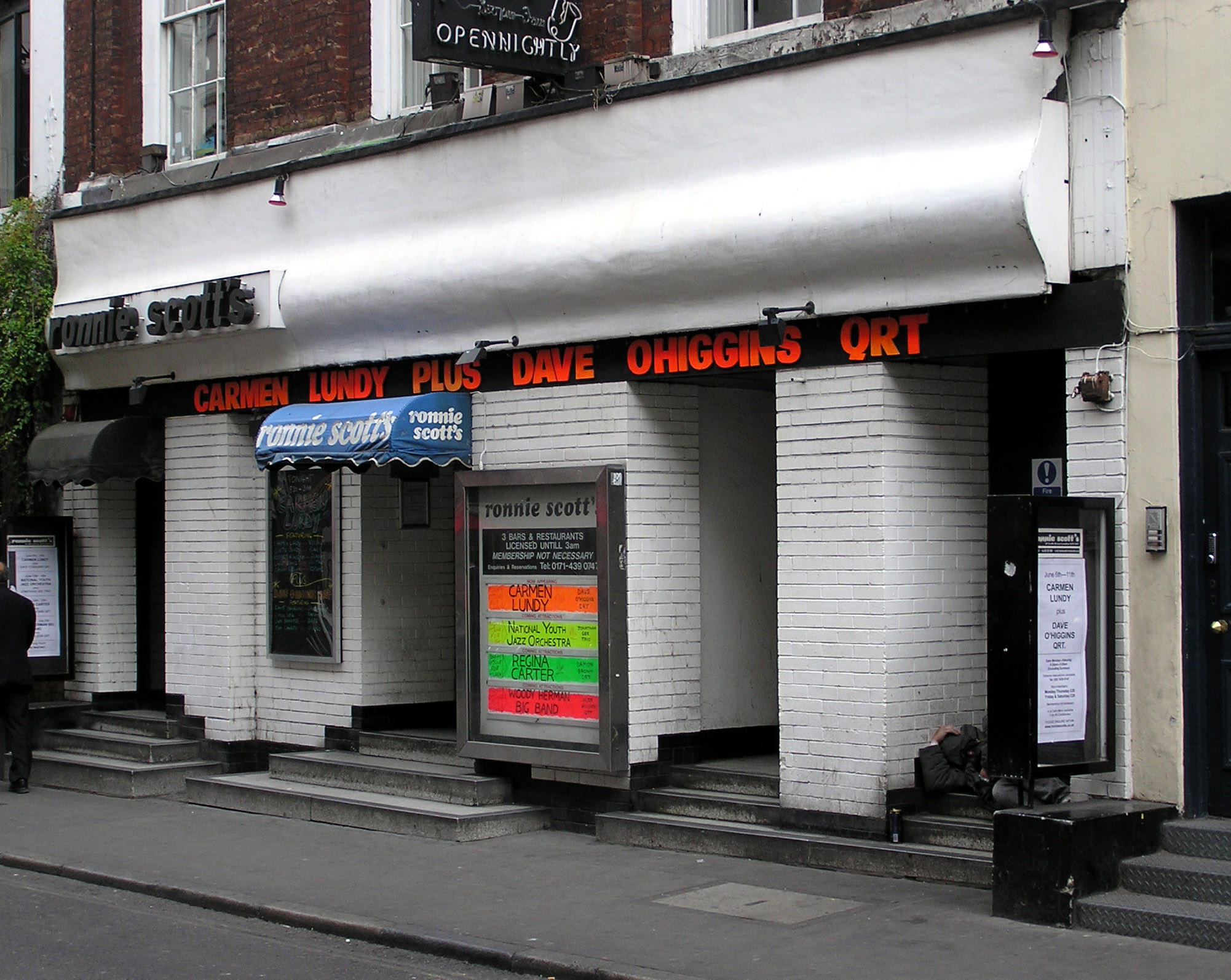
Ronnie Scott's Jazz Club, lugar de grabación de How Long Has This Been Going On.

El álbum fue grabado en directo en el Ronnie Scott's Jazz Club de Londres, Inglaterra, el 3 de mayo de 1995, e incluye una serie de canciones de jazz y un homenaje influenciado por el be-bop del tema de Morrison «Moondance». Según el propio Morrison: «El álbum llevó entre cuatro o cinco horas grabarlo, y el Ronnie Scott's fue elegido por el ambiente». Georgie Fame recordó que el álbum salió cuando Morrison y él discutieron la posibilidad, durante varios años, de hacer un trabajo juntos: «Yo tenía la banda, y nos quedamos con algunas ideas una tarde... fue muy bien, de modo que Van dijo: "Vamos a hacerlo"».

## Canciones
Pee Wee Ellis tocó el saxofón y sirvió como arreglista de las canciones junto a Fame, Morrison y Leo Green. A diferencia de otros trabajos de Morrison, How Long Has This Been Going On presentó un mayor número de versiones en lugar de composiciones propias. Annie Ross aparece en «Blues Backstage» y en la canción «Centerpiece», publicada en 2007 en el álbum recopilatorio The Best of Van Morrison Volume 3 junto a «Moondance» y «That's Life». «Heathrow Shuffle» es una composición instrumental de la década de 1970 retomada para el álbum. El tema fue interpretado por Morrison en el Festival de Jazz de Montreux en 1974 y fue incluida en 2006 en el DVD Live at Montreux 1980/1974.

## Recepción
Las reseñas sobre How Long Has This Been Going On fueron más favorables en los Estados Unidos. The Daily Telegraph escribió: «Van resopla y se enfada donde debería silbar», mientras que la revista musical Rolling Stone publicó: «Es un viejo truco de blues -se ríe en la cara de los problemas-, pero Morrison lo hace con un entusiasmo tan contagioso que vuelve a sonar fresco».

## Lista de canciones
Todas las canciones escritas y compuestas por Van Morrison excepto donde se anota. 
| N.º | Título                                     | Escritor(es)                              | Duración |  |
| 1.  | «I Will Be There»                          |                                           | 2:30     |  |
| 2.  | «The New Symphony Sid»                     | King Pleasure, Lester Young, Georgie Fame | 3:53     |  |
| 3.  | «Early in the Morning»                     | Dallas Bartley, Leo Hickman, Louis Jordan | 2:44     |  |
| 4.  | «Who Can I Turn To (When Nobody Needs Me)» | Leslie Bricusse, Anthony Newley           | 4:02     |  |
| 5.  | «Sack O' Woe»                              | Cannonball Adderley, Jon Hendricks        | 4:06     |  |
| 6.  | «Moondance»                                |                                           | 7:18     |  |
| 7.  | «Centerpiece»                              | Harry Edison, Hendricks                   | 4:08     |  |
| 8.  | «How Long Has This Been Going On?»         | George Gershwin, Ira Gershwin             | 3:49     |  |
| 9.  | «Your Mind Is on Vacation»                 | Mose Allison                              | 3:06     |  |
| 10. | «All Saint's Day»                          |                                           | 2:19     |  |
| 11. | «Blues in the Night»                       | Harold Arlen, Johnny Mercer               | 3:22     |  |
| 12. | «Don't Worry About a Thing»                | Mose Allison                              | 2:22     |  |
| 13. | «That's Life»                              | Dean Kay, Kelly Gordon                    | 3:52     |  |
| 14. | «Heathrow Shuffle»                         |                                           | 3:18     |  |

## Personal
- Van Morrison: saxofón alto y voz.
- Georgie Fame: órgano Hammond y voz.
- Annie Ross: voz
- Pee Wee Ellis: saxofón alto
- Alan Skidmore: saxofón alto
- Leo Green: saxofón tenor
- Guy Barker: trompeta
- Robin Aspland: piano
- Alec Dankworth: contrabajo
- Ralph Salmins: batería

## Posición en listas
| País           | Lista                | Posición |
| -------------- | -------------------- | -------- |
| Alemania       | Media Control Charts | 83       |
| Estados Unidos | Billboard 200        | 55       |
| Estados Unidos | Top Jazz Albums      | 1        |
| Países Bajos   | Mega Albums Top 100  | 81       |
| Reino Unido    | UK Albums Chart      | 76       |
| Suecia         | Swedish Albums Chart | 47       |

| Sencillo      | País        | Lista            | Posición |
| ------------- | ----------- | ---------------- | -------- |
| «That's Life» | Reino Unido | UK Singles Chart | 111      |